# El Xalet (Premià de Mar)
El Xalet és un edifici de Premià de Mar (Maresme) protegit com a Bé Cultural d'Interès Local.

## Descripció
Es tracta d'un edifici civil format per una sola planta coberta per un terrat. L'interès de la construcció recau en l'ornamentació de la façana, que destaca per la utilització de rajoles a la part superior, els esgrafiats amb elements florals i els medallons ornamentals. La façana consta d'una porta d'accés i un finestral doble separat per un pilar. Les línies corbes de la part superior dels dos elements trenquen la monotonia i la simplicitat del conjunt. Tant les reixes de la finestra com la barana superior estan decorades amb línies sinuoses i garlandes.
Possiblement els elements de la façana han estat realitzats en diferents èpoques.